# John Witherspoon
John Witherspoon (nacido el 27 de enero de 1942 - 29 de octubre de 2019) fue un actor y comediante estadounidense que actuó en varios programas de televisión y películas. Interpretó a Willie Jones en la serie Friday, y protagonizó películas como Hollywood Shuffle (1987), Boomerang (1992), The Five Heartbeats (1991) y Vampire in Brooklyn (1995). Además, Witherspoon hizo apariciones en programas de televisión como The Fresh Prince of Bel-Air (1994), The Wayans Bros. (1995-1999), The Tracy Morgan Show (2003), Barnaby Jones (1973), The Boondocks (2005-2014) y Black Jesus (2014-2019).

## Primeros años
Witherspoon nació el 27 de enero de 1942 en Detroit, Michigan. Más tarde cambió su apellido de Weatherspoon a Witherspoon. Witherspoon tenía 11 hermanos. Su hermano mayor, William, se convirtió en compositor de Motown, con quien escribió la letra del exitoso sencillo de 1966 "What Becomes of the Brokenhearted". Otro hermano, Cato, era director de PBS-TV Network/CH56 en [[Detroit. Su hermana, la difunta Dr. Gertrude Stacks, fue pastora en Shalom Fellowship International, una iglesia en Detroit. Witherspoon tenía una pasión por la música y aprendió a tocar la trompeta y la trompa.

## Carrera
Witherspoon trabajó ocasionalmente como modelo. Durante las décadas de 1960 y 1970, comenzó su carrera de comediante. Tenía muchos amigos en el negocio, incluyendo a Tim Reid (mientras trabajaba en WKRP en Cincinnati y The Richard Pryor Show), Robin Williams (también en The Richard Pryor Show), Jay Leno y David Letterman.
Witherspoon actuó en muchos largometrajes (generalmente comedias), incluyendo Friday (y sus secuelas Next Friday y Friday After Next), Hollywood Shuffle, I'm Gonna Git You Sucka, Bird, Vampire in Brooklyn y The Meteor Man.
Witherspoon también era conocido por sus personajes exagerados en películas como House Party, en las que interpretó a un vecino irritado que es despertado repetidamente por la fiesta, y Boomerang con Eddie Murphy, donde interpreta al Sr. Jackson, el padre mal educado del mejor amigo de Murphy.

### Televisión
Su primera aparición en televisión fue en el programa de televisión de la CBS de 1970 Barnaby Jones, jugando a un consejero de campamento para jóvenes adictos a las drogas. Las apariciones posteriores fueron en Good Times, ¡¡Qué está pasando!!, y El Increíble Hulk. En 1977, se convirtió en un habitual de la serie The Richard Pryor Show, una serie de comedia estadounidense de la NBC. Esto llevó a su aparición en 1982 en WKRP In Cincinnati, en el que Witherspoon interpretó al detective Davies, en el episodio de la cuarta temporada "Evidencia circunstancial".
En 1981, apareció en el drama policial de la NBC Hill Street Blues, como un hombre que intenta comprar un perrito caliente del detective encubierto Belker. En 1991, hizo una aparición en el drama legal de NBC L.A. Law, en el episodio "On Your Honor" como Mark Steadman. Apareció en You Again? como Osborne. Otras apariciones en programas de televisión incluyen 227, que era una comedia de la NBC sobre mujeres que vivían en un complejo de apartamentos de mayoría negra, y What's Happening Now!!, la secuela de What's Happening!!.
Witherspoon también apareció en la comedia de televisión estadounidense Amen (1988), como alguacil. El programa, que se emitía en NBC, era conocido por ser uno de los programas durante la década de 1980 que presentaba un elenco casi completamente negro.
Luego vinieron los anuncios en Townsend Television (1993), Cosmic Slop (1994) y Murder Was the Case (1994) como un borracho.
Más tarde apareció en el episodio de Living Single de 1997 "Three Men and a Buckeye" como Smoke Eye Howard. Su papel más importante en una serie de televisión fue en The Wayans Bros (1995-1999), que se emitió en The WB y fue protagonizado por Shawn y Marlon Wayans, que interpretaron a los hermanos Shawn y Marlon Williams. Witherspoon interpretó a su padre, John "Pops" Williams.
También estuvo en la serie de animación Waynehead de Kids' WB, que trataba sobre un niño que creció pobre en Harlem, Nueva York. El programa, que se emitió los sábados por la mañana, se basó en la vida del creador Damon Wayans.
En 2003, Witherspoon hizo una actuación en Last Comic Standing de la NBC, un reality show que seleccionó al mejor comediante de un grupo y le dio un contrato, en las finales de Las Vegas. Ese mismo año, actuó como Oran Jones en el episodio "Adventures in Bebe Sitting" de The Proud Family. Más tarde fue estrella invitada en un episodio de Kim Possible. Durante este tiempo, Witherspoon también apareció como Spoon en los 18 episodios de la serie de comedia The Tracy Morgan Show.
En 2004, apareció en Pryor Offenses, una película para televisión en la que interpretó a Willie the Wino. En 2005, fue visto en el programa de entrevistas de Comedy Central Weekends at the D.L., donde interpretó al personaje de Michael Johnson. Ese mismo año, comenzó a protagonizar la serie animada de Aaron McGruder, The Boondocks como Robert Jebediah "Granddad" Freeman; esta serie de Cartoon Network/Adult Swim duró cuatro temporadas. En 2006, actuó como Real Santa, un cantante navideño en la radio, en la película de televisión Thugaboo: A Miracle on D-Roc's Street, una historia de un grupo de niños que encuentran el verdadero significado de la Navidad. Su siguiente aparición fue en The Super Rumble Mixshow en 2008. En 2011, protagonizó una parodia de Final Destination con Shane Dawson en YouTube. En mayo de 2013, apareció en "Saturday (skit)", del mixtape de 2013 del rapero Logic titulado Young Sinatra: Welcome to Forever. Más tarde actuó en otra serie de Aaron McGruder, Black Jesus, interpretando a Lloyd, un hombre sin hogar.

### Vídeos musicales
Witherspoon apareció en varios vídeos musicales de artistas de la industria musical. En el año 2000, estuvo en el vídeo musical del exitoso sencillo de la superestrella del hip-hop Jay-Z "I Just Wanna Love U (Give It 2 Me)". También estuvo en el vídeo musical de la canción de Field Mob "Sick of Being Lonely". También aparece en el vídeo musical de Sugar Ray Mr. Bartender (It's So Easy) como propietario de un lavado de coches. Otros créditos de vídeo musical incluyen "They Don't Dance No Mo'" de Goodie Mob y "Ain't Nobody" de LL Cool J. En 2008, Witherspoon lanzó un álbum de comedia hip-hop titulado "63 Cent".

### Tour de comedia
Witherspoon volvió a sus raíces cómicas y comenzó una gira de comedia que se estrenó en televisión el 28 de marzo de 2008, en Showtime. En su gira de 2009, tuvo 19 paradas por todo el país. En diciembre de 2011, Witherspoon interpretó su acto de comedia stand-up una vez más en el escenario del club de comedia Funny Bone en Harrah's Casino en Tunica, Mississippi.

## Vida Personal y Muerte
Witherspoon se casó con Angela Robinson en 1988. Criaron a dos hijos, John David ("J.D.") y Alexander. David Letterman era el mejor amigo de Witherspoon y es el padrino de sus dos hijos.
Witherspoon murió de un ataque al corazón en su casa en Sherman Oaks, California, el 29 de octubre de 2019, a la edad de 77 años. Su funeral se llevó a cabo en Los Ángeles el 5 de noviembre de 2019 y fue enterrado en el Forest Lawn Memorial Park en Hollywood Hills, California.